# Bupropion/zonisamide
Bupropion/zonisamide (tên thương mại theo kế hoạch Empatic) là một sự kết hợp thuốc thử nghiệm để điều trị béo phì. Nó đang được phát triển bởi Orexigen Therapeutics. Nó hiện đang ở giai đoạn thử nghiệm II. Sự kết hợp này bao gồm hai loại thuốc theo toa được Cục Quản lý Thực phẩm và Dược phẩm Hoa Kỳ (FDA) phê duyệt cho các bệnh khác. Khi trộn lẫn với nhau và được thử nghiệm cùng với chế độ ăn uống hợp lý và tập thể dục vừa phải, chúng tạo ra hiệu quả giảm cân đáng kể cao hơn so với nhóm dùng giả dược.
Empatic được gọi là Excalia trước khi tên của nó được thay đổi.